# Repressão política
Repressão política é o ato de um ente estatal controlar pela força um cidadão por motivos políticos, nomeadamente com o objetivo de restringir ou impedir a participação do cidadão na vida política de uma sociedade, reduzindo assim a sua posição perante os seus concidadãos. Muitas vezes se manifesta por meio de políticas como violações dos direitos humanos, abuso de vigilância, brutalidade policial, prisão, expurgos ou ações violentas, como assassinato, execuções sumárias, tortura, desaparecimento forçado e outras punições extrajudiciais a ativistas políticos, dissidentes ou população em geral. A repressão política também pode ser reforçada por meios externos às políticas escritas, como pela propriedade da mídia pública e privada e pela autocensura dentro do público.
Onde a repressão política é sancionada e organizada pelo Estado, pode constituir terrorismo de Estado, genocídio, politicídio ou crimes contra a humanidade. A repressão política violenta e sistêmica é uma característica típica de ditaduras, estados totalitários e regimes semelhantes. Atos de repressão política podem ser realizados por polícias secretas, exército, grupos paramilitares, milícias ou esquadrões da morte. Atividades repressivas também foram encontradas em contextos democráticos. Isso pode até incluir a criação de situações em que a morte do alvo da repressão seja o resultado final. Se a repressão política não for realizada com a aprovação do Estado, uma seção do governo ainda pode ser responsável. Um exemplo são as operações do COINTELPRO, realizado pelo FBI nos Estados Unidos entre 1956 e 1971.
Em alguns Estados, "repressão" pode ser um termo oficial usado na legislação ou em nomes de instituições governamentais. A União Soviética tinha uma política legal de repressão à oposição política definida em seu código penal e Cuba, no governo de Fulgencio Batista, tinha uma polícia secreta oficialmente chamada de Escritório de Repressão às Atividades Comunistas. De acordo com o estudioso de estudos soviéticos e comunistas Stephen Wheatcroft, no caso da União Soviética termos como "o terror", "os expurgos" e "repressão" são usados para se referir aos mesmos eventos. Ele acredita que os termos mais neutros são repressão e assassinatos em massa, embora em russo o amplo conceito de repressão seja comumente considerado como incluindo assassinatos em massa e às vezes seja considerado sinônimo disso, o que não é o caso em outras línguas.

## Em conflito político
O conflito político aumenta fortemente a probabilidade de repressão do Estado. Esta é sem dúvida a descoberta mais robusta na pesquisa das ciências sociais sobre repressão política. As guerras civis são um forte indicador de atividade repressiva, assim como outras formas de desafios de atores não governamentais. Os Estados frequentemente se envolvem em comportamentos repressivos em tempos de conflito civil que a relação entre esses dois fenômenos foi denominada "Lei da Responsabilidade Coercitiva". Quando sua autoridade ou legitimidade é ameaçada, os regimes respondem suprimindo abertamente ou disfarçadamente os dissidentes para eliminar a ameaça comportamental. A repressão estatal subsequentemente afeta a mobilização dissidente, embora a direção desse efeito ainda seja uma questão em aberto. Algumas evidências fortes sugerem que a repressão suprime a mobilização dissidente, reduzindo a capacidade dos desafiadores de se organizar, mas também é possível que os desafiadores possam alavancar o comportamento repressivo do Estado para estimular a mobilização entre simpatizantes enquadrando a repressão como uma nova queixa contra o Estado.

## Violência
A repressão política é frequentemente acompanhada de violência, que pode ser legal ou ilegal de acordo com a legislação nacional. A violência pode eliminar a oposição política diretamente, matando membros da oposição, ou indiretamente, instilando medo.

## Intolerância política
A repressão política às vezes é acompanhada de intolerância política. Essa intolerância se manifesta por meio de políticas discriminatórias, violações dos direitos humanos, brutalidade policial, prisão, extermínio, exílio, extorsão, terrorismo, assassinato extrajudicial, execução sumária, tortura, desaparecimento forçado e outras punições contra ativistas políticos, dissidentes e população em geral.

## Terrorismo de Estado
Quando a repressão política é sancionada e organizada pelo Estado, podem ser alcançadas situações de terrorismo de Estado, genocídio e crimes contra a humanidade. A repressão política sistemática e violenta é uma característica típica de ditaduras, totalitarismos e regimes semelhantes. Nestes regimes, os atos de repressão política podem ser realizados por polícias secretas, exército, grupos paramilitares, milícias e esquadrões da morte. Às vezes, os regimes considerados democráticos exercem a repressão política e o terrorismo de estado a outros estados como parte de sua política de segurança.